# Tribsees
Tribsees est une petite ville d'Allemagne qui se trouve au nord de l'arrondissement de Poméranie-Occidentale-Rügen, en Poméranie-Occidentale, qui fait partie de l'État du Mecklembourg-Poméranie-Occidentale. Elle est intégrée depuis 2005 à l'Amt Recknitz-Trebeltal (de).

## Géographie
Tribsees se trouve dans une région à l'habitat clairsemé entre Rostock et Greifswald. Elle est traversée par la Trebel, non loin du Recknitz.

## Municipalité
En plus de la petite ville de Tribsees, la municipalité comprend les localités de Landsdorf, Reckentin, Siermersdorf, et Stremlow.

## Histoire

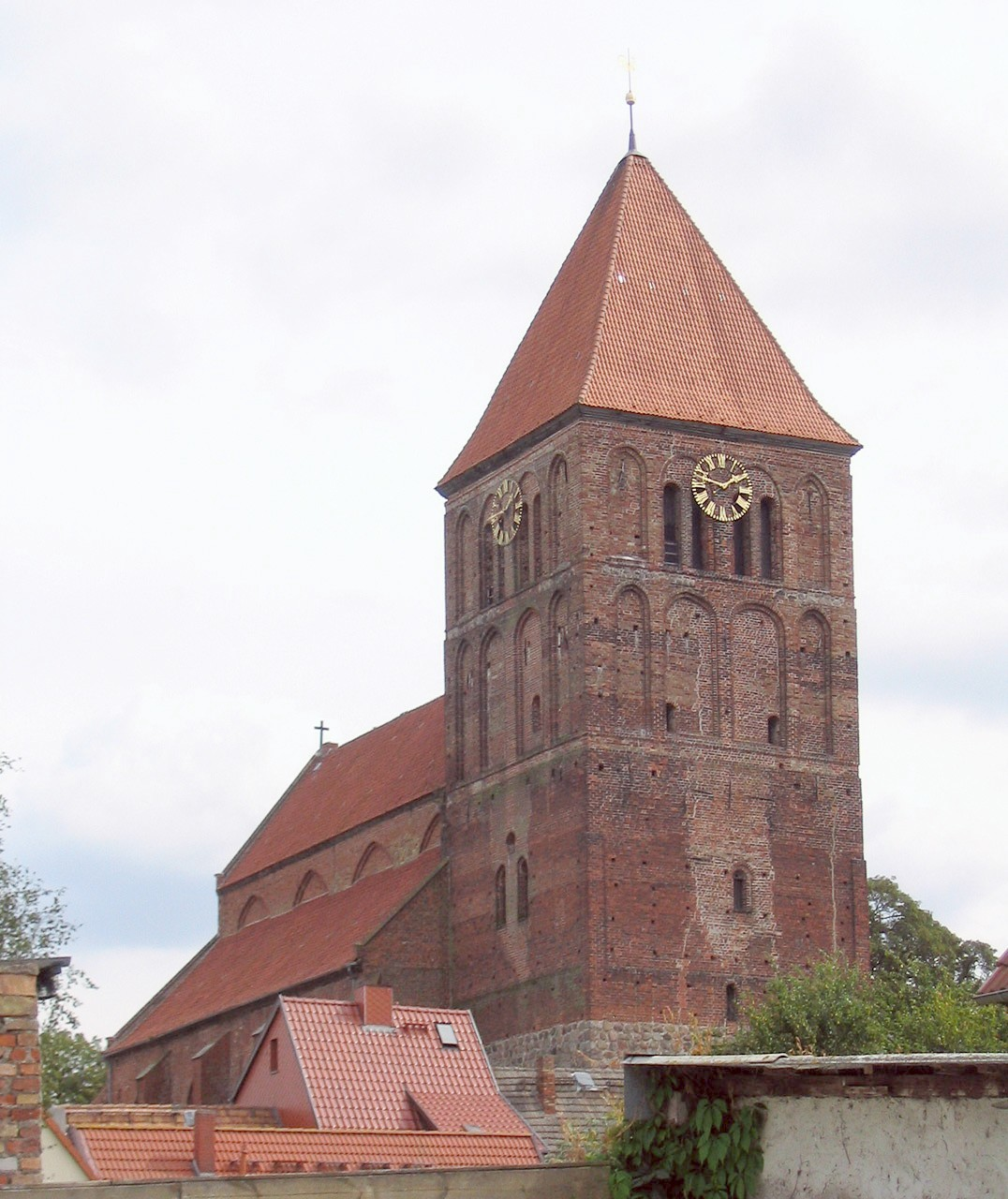
Clocher de l'église Saint-Thomas

La toponymie de l'endroit remonte à un ancien peuplement slave. Il a été mentionné pour la première fois par écrit en 1136 et son fortin en 1140. Tribsees, de peuplement allemand, obtient les privilèges de ville selon le droit de Lübeck en 1285, des mains de Wizlaw II, prince de Rügen. De 1328 à 1355, elle appartient au Mecklembourg et elle est saccagée par les Poméraniens pendant la guerre entre le Mecklembourg et la Poméranie en 1452.
Elle est assiégée à la Guerre de Trente Ans et occupée par les troupes de Wallenstein et passe à la fin de la guerre à la Poméranie suédoise.
Un incendie ravage la petite ville en 1702 et une collecte est imposée au royaume de Suède pour la reconstruire. Il y a donc cinquante-huit maisons en 1706. À la fin du XVIIIe siècle, elle compte un millier d'habitants. 

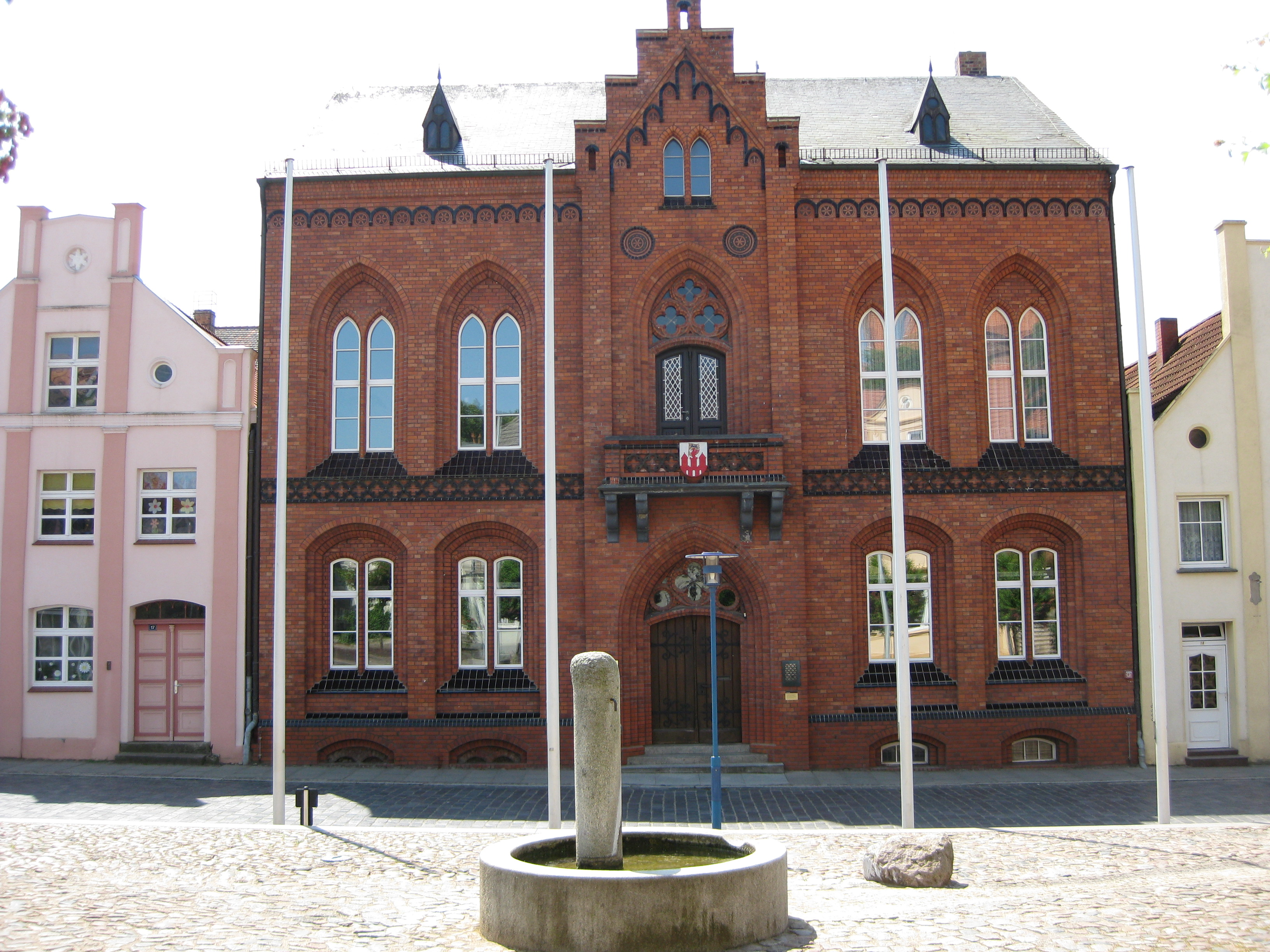
Vue de l'hôtel de ville

Le congrès de Vienne l'attribue, comme toute la province au royaume de Prusse. Elle atteint 3 692 habitants en 1861, puis elle est rattachée au chemin de fer à la fin du siècle.
Elle est frappée par la crise des années du début de la république de Weimar qui cumule les effets des paiements des réparations imposées par le traité de Versailles, puis la crise économique, et commence à se dépeupler.
Les ponts de la ligne de chemin de fer sont dynamités à la fin de la guerre pour freiner l'avancée de l'Armée rouge. Elle fait partie ensuite de la zone d'occupation soviétique en Allemagne, puis, après 1949, de la république démocratique allemande. Elle fait partie à partir de 1952 au district de Grimmen, puis de l'arrondissement de Stralsund dans le district de Rostock (jusqu'en 1994).
La petite ville est restaurée après la réunification allemande ce qui la fait citer en exemple. Elle intègre différents villages à sa commune.

## Transport
La ville qui était reliée autrefois par le chemin de fer à Rostock, Velgast, Stralsund et Greifswald, n'a plus de gare ferroviaire et le train ne s'y arrête plus. Elle est reliée par la ligne d'autocars N°20 à Rostock.

## Tourisme

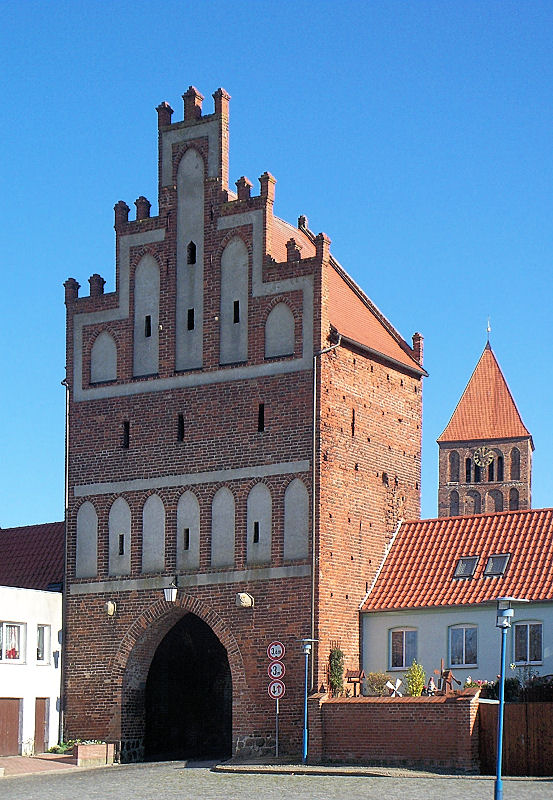
La Porte du Moulin

la ville est riche d'un passé historique. On peut visiter:
- La vieille ville
- L'église Saint-Thomas (XIIIe – XVe siècles) avec entre autres un triptyque et un orgue remarquables
- La Porte du Moulin (Mühlentor) du XIIIe siècle
- La Porte en Pierres (Steintor) du XIIIe siècle, restaurée au XVIIIe siècle
- La maison natale du peintre Louis Douzette (1834-1924)
- La maison natale du poète Heinrich Bandlow (1855-1933)
- Le musée de la pomme de terre de Poméranie-Occidentale
- La stèle des années 1970 en mémoire des résistants et des victimes de la guerre et du fascisme[1]
- Ancien emplacement du manoir de Stremlow

## Personnalités liées à la commune
- Johann Joachim Spalding (1714-1804), théologien né à Tribsees.
- Carl Ludwig Christoph Douzette (1834-1924), peintre né à Tribsees.

## Notes

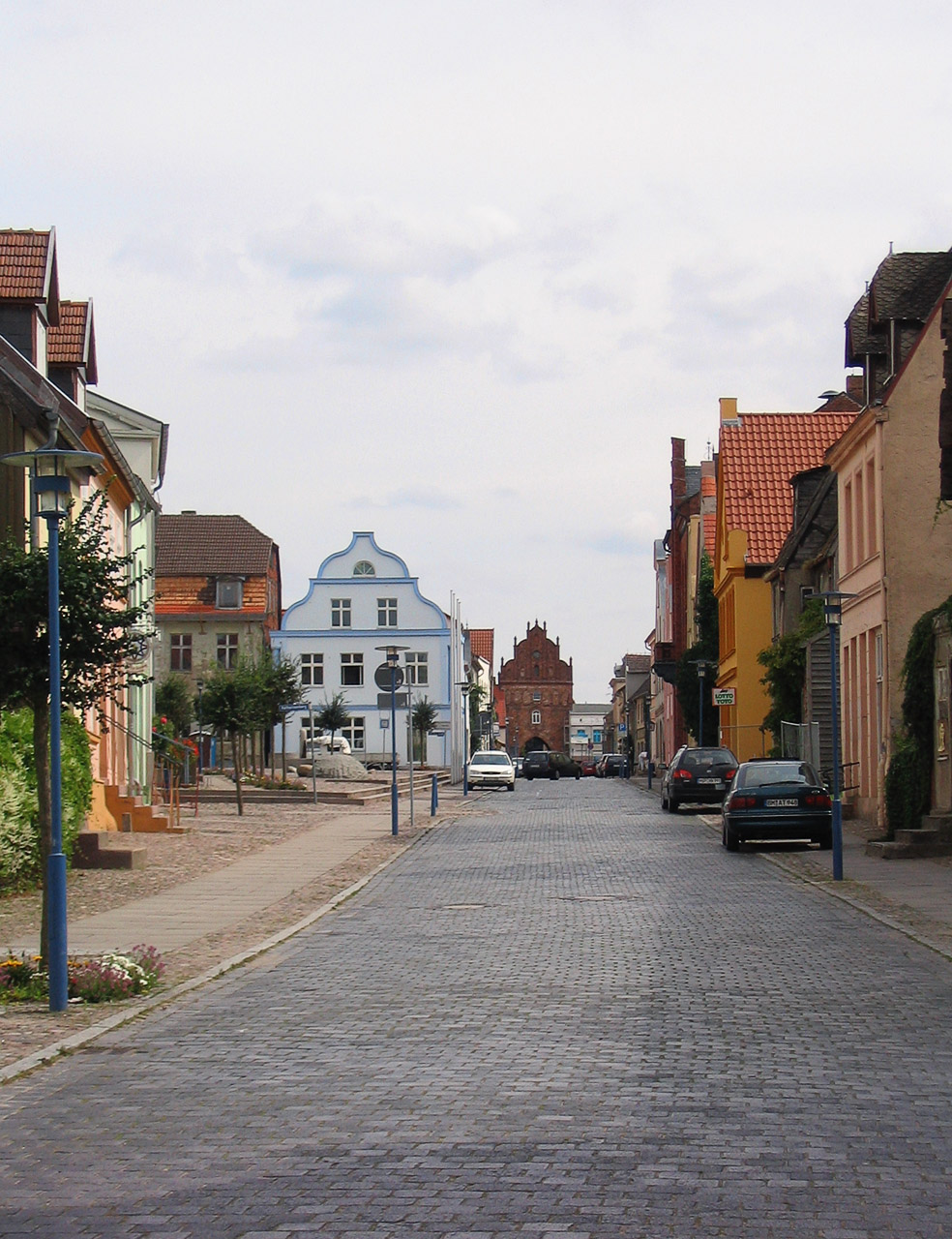
Vue de la rue principale avec la Porte en Pierres au fond